# Final Cut Express
Pour les articles homonymes, voir Final Cut.
Final Cut Express était un logiciel de montage vidéo non linéaire distribué par Apple plus disponible depuis l'arrivée de Final Cut Pro X. Il s'agissait d'une version simplifiée de Final Cut Pro utilisée par les semi-professionnels et les amateurs. Il permettait le montage avancé de vidéo en format DV et HDV (haute définition).

## Historique
Final Cut Express a été introduit en 2003, au Macworld Expo de San Francisco, et était basé sur Final Cut Pro 3 . La seconde version a été publiée un an plus tard, en 2004 , exactement au même endroit. Cette seconde version était basée sur Final Cut Pro 4. La troisième version de Final Cut Express - désormais nommée « Final Cut Express HD » (dû à la prise en charge nouvelle des fichiers HDV) - a été annoncée au Macworld de janvier 2005 , toujours à San Francisco, et a été mise à la vente en février 2005. Elle est basée sur Final Cut Pro HD (version 4.5)
La version 3.5 de Final Cut Express a été publiée sans événement particulier en Mai 2006  en version universelle; elle peut donc fonctionner sur les Macs Intel et PowerPC d'Apple.
Le 15 novembre 2007, Apple a sorti Final Cut Express 4 . Cette version a subi une baisse de prix par rapport aux versions précédentes (elle passe de 299€ à 199€). Elle ajoute le support des caméras AVCHD, offre de nouveaux effets vidéo et permet de mélanger dans un même projet des sources en définition standard et en haute définition.
Final Cut Express est livré avec LiveType 2, pour créer des effets de titrage (le même programme qui est inclus avec Final Cut Studio). Le logiciel Soundtrack, qui permet de travailler la bande sonore d'un projet vidéo, était inclus avec Final Cut Express pour les versions 3 et 3.5, mais a été retiré à la version 4.

## Particularités
L'interface de Final Cut Express est identique à celle de Final Cut Pro, mis à part certaines options spécifiques à la version Pro. Il est possible de faire jusqu'à 32 « retours en arrière » (contrairement à 99 pour la version Pro).
Le logiciel comprend :
- La possibilité d'utiliser des images clés avec des filtres
- Dynamic RT, qui permet une visualisation rapide des modifications, sans rendus
- La possibilité d'utiliser des images clés pour une trajectoire donnée (Déplacement)
- La possibilité d'utiliser des images clés avec l'opacité des vidéos.
- Plusieurs modes d'éditions des fichiers vidéo (« Ripple, roll, slip, slide and blade edits » ?)
- Option « Image sur image » et «split screen»
- Jusqu'à 99 bandes vidéos et 12 modes de compositing
- Jusqu'à 99 bandes sonores
- Compatibilité avec les projets Motion et iMovie
- Deux modes de Correction colorimétrique

L'importation des projets iMovie est exclusive à Final Cut Express.

## Source
- (en) Cet article est partiellement ou en totalité issu de l’article de Wikipédia en anglais intitulé « Final Cut Express » (voir la liste des auteurs).